# Высоковское сельское поселение (Кировская область)
Высоковское сельское поселение  — муниципальное образование в составе Юрьянского района Кировской области России, существовавшее в 2006 — 2012 годах.
Центр — деревня Высоково.

## История
Высоковское сельское поселение образовано 1 января 2006 года согласно Закону Кировской области от 07.12.2004 № 284-ЗО.
25 июля 2012 года Законом Кировской области № 181-ЗО поселение упразднено, все населённые места включены в состав  Подгорцевского сельского поселения.

## Состав
В поселение входили 6 населённых пунктов:
- деревня Высоково
- казарма 61 км
- деревня Замежница
- деревня Силины
- деревня Фролы
- деревня Шура